# Únětice (Údrnice)
Únětice je malá vesnice, část obce Údrnice v okrese Jičín. Nachází se asi 1,5 km na jih od Údrnic. V roce 2009 zde bylo evidováno 32 adres. V roce 2001 zde trvale žilo 46 obyvatel.
Únětice je také název katastrálního území o rozloze 2,29 km2.

## Historie
První písemná zmínka o obci pochází z roku 1546.

## Pamětihodnosti
- Sloup se sousoším Kalvárie

## Další fotografie

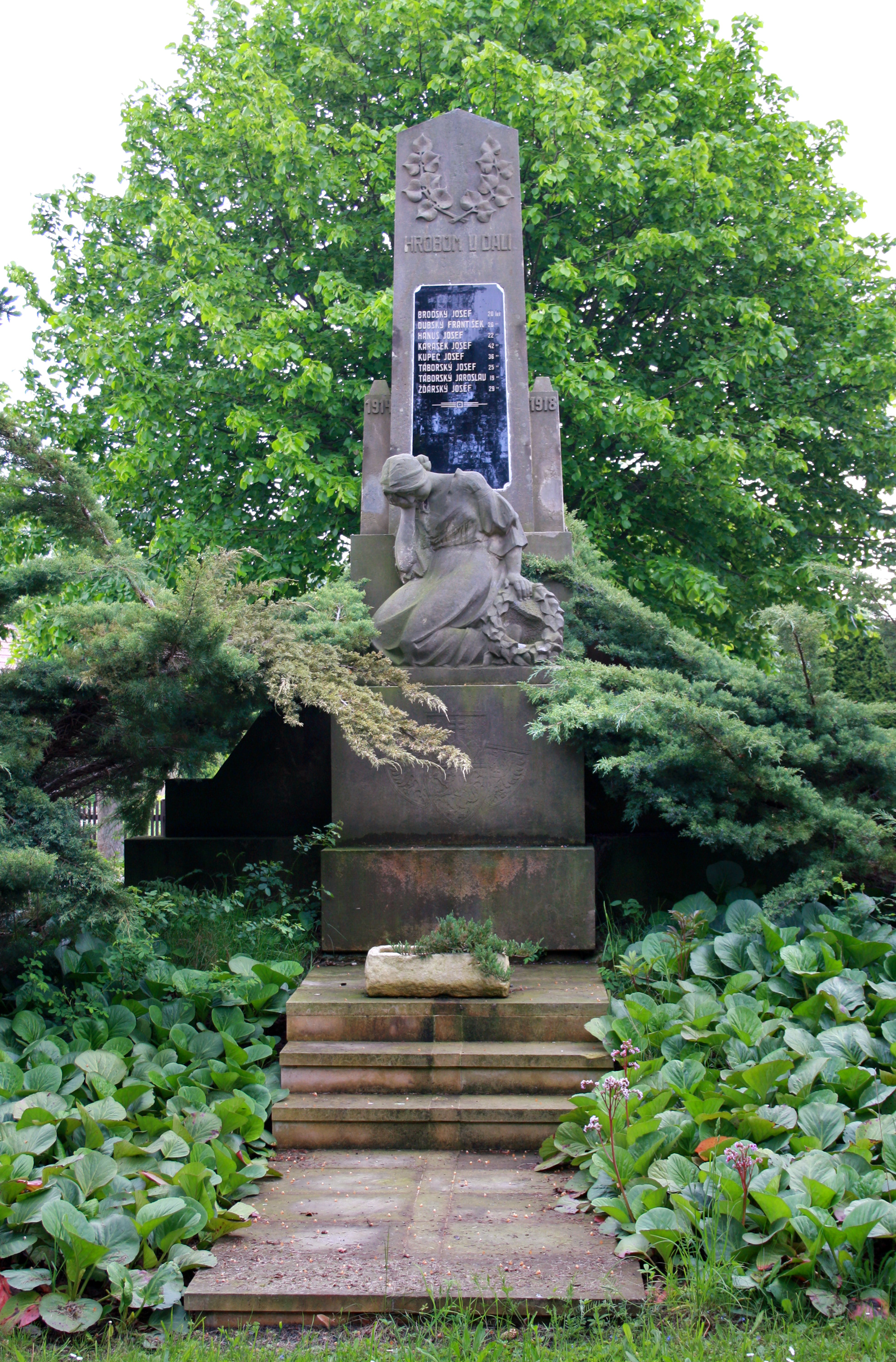
Památník obětem I. světové války
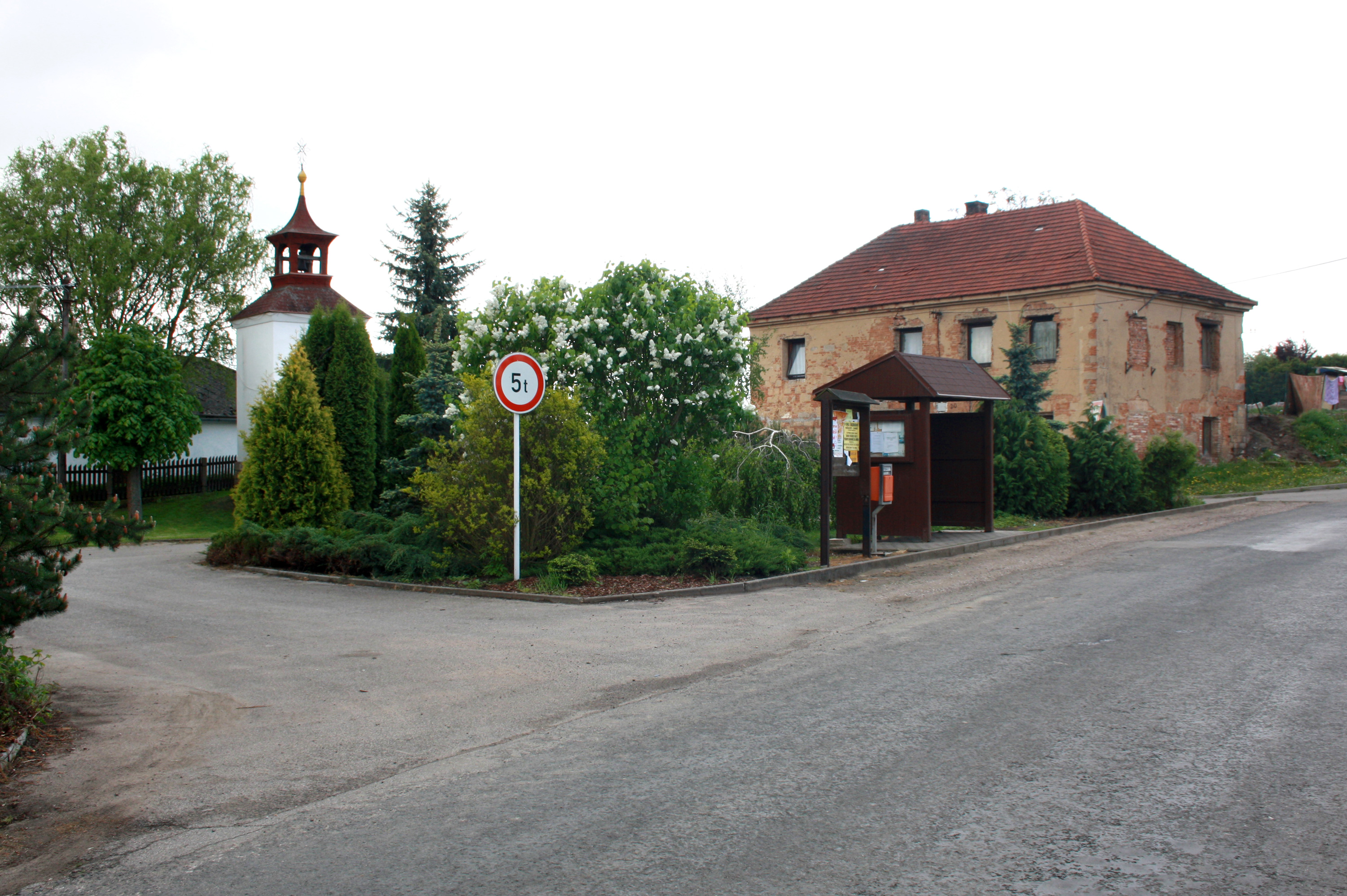
Náves se zastávkou